# Santos Hernández Calvo
Santos Hernández Calvo (Madrid, 4 de gener de 1967), fou un ciclista espanyol, professional entre 1988 i 1998. Encara que es defensava bé a la muntanya, la seva principal victòria va ser a la Volta a la Comunitat de Madrid.

## Palmarès
- 1987
  - 1r a la Volta a la Comunitat de Madrid
- 1989
  - Vencedor d'una etapa a la Volta a Aragó
- 1994
  - Vencedor d'una etapa a la Vuelta a los Valles Mineros

### Resultats a la Volta a Espanya
- 1989. 27è de la classificació general
- 1990. 38è de la classificació general
- 1991. 27è de la classificació general
- 1992. 39è de la classificació general
- 1993. 43è de la classificació general
- 1994. 36è de la classificació general

### Resultats al Giro d'Itàlia
- 1991. 20è de la classificació general
- 1993. 42è de la classificació general
- 1995. Abandona (19a etapa)